# Toshifumi Akai
Toshifumi Akai (赤井 俊文 Akai Toshifumi?) es un animador, diseñador de personajes, guionista gráfico y director de anime japonés. Es mayormente conocido por su trabajo en Fate/Grand Order: Zettai Majū Sensen Babylonia y Wind Breaker. 

## Carrera
Akai nació el 18 de agosto de 1982 en la Prefectura de Osaka, Japón. Después de graduarse de la Academia de Animadores de Tokio, ingresó a Studio Takuranke. Sin embargo, renunció en menos de seis meses y, tras pasar por Feel, Gainax y A-1 Pictures, se unió a CloverWorks.
Entre los animadores que respeta se encuentran Yasuomi Umetsu, Masahide Yanagisawa, Ken'ichirō Katsura y, de su misma generación, Yukiko Horiguchi. En particular, su admiración por Horiguchi es tan grande que llegó a participar en la creación de animaciones clave bajo el seudónimo Horiguchi Kami (Dios Horiguchi). Además, al diseñar los personajes de Sora no Woto, se inspiró profundamente en el estilo visual de K-On!, una de las obras más representativas de Horiguchi. También diseñó los personajes de la adaptación al anime de la novela ligera Kokoro Connect, cuyas ilustraciones originales fueron realizadas por Horiguchi.
En 2015, debutó como director en el episodio 4 de The iDOLM@STER Cinderella Girls. Desde entonces, comenzó a trabajar en paralelo como animador y en la creación de guiones gráficos y dirección de episodios. En 2016, debutó como director con el video musical de la canción Shelter de Porter Robinson y Madeon.

## Trabajos

### Anime

#### Series de televisión
Destaca papeles con funciones de dirección de series.
     Destaca papeles con funciones de asistente de dirección o supervisión.
| Año  | Título                                         | Director(es)                    | Estudio                          | Funciones | Refs.                |
| ---- | ---------------------------------------------- | ------------------------------- | -------------------------------- | --- | -------------------- |
| 2005 | Sousei no Aquarion                             | Shōji Kawamori                  | Satelight                        | Animación clave (#8) | [ 5 ]                |
| 2005 | D.C.S.S: Da Capo Second Season                 | Munenori Nawa                   | Feel                             | Animación clave (#1-2, 4, 10-11, 14-15, 17-18, 21-22, 24, 26; ED 2) | [ 6 ]                |
| 2005 | Ichigo Mashimaro                               | Takuya Satō                     | Daume                            | Animación clave (#4) | [ 7 ]                |
| 2005 | Blood+                                         | Jun'ichi Fujisaku               | Production I.G                   | Animación clave (#24, 28) | [ 8 ]                |
| 2005 | Noein: Mō Hitori no Kimi e                     | Kazuki Akane                    | Satelight                        | Animación clave (#7) | [ 9 ]                |
| 2005 | Black Cat                                      | Shin Itagaki                    | Gonzo                            | Animación clave (#19) | [ 10 ]               |
| 2005 | Kore ga Watashi no Goshūjin-sama               | Shōji Saeki                     | Gainax Shaft                     | Animación clave (#9, 12) | [ 11 ]               |
| 2005 | Sugar Sugar Rune                               | Yukihiro Matsushita             | Pierrot                          | Animación clave (#8, 20, 37) | [ 12 ]               |
| 2006 | School Rumble Ni Gakki                         | Takaomi Kanasaki                | Studio Comet                     | Animación clave (#11) | [ 13 ]               |
| 2006 | Negima!?                                       | Shin Ōnuma Akiyuki Simbo        | Shaft GANSIS                     | Animación clave (#25, 26) | [ 14 ]               |
| 2006 | Tenpō Ibun: Ayakashi Ayashi                    | Hiroshi Nishikiori              | Bones                            | Animación clave | [ 15 ]               |
| 2006 | Otome wa Boku ni Koishiteru                    | Munenori Nawa                   | Feel                             | Asistente del director de animación (#7) Animación clave (#1, 3, 7-9, 12-13) | [ 16 ]               |
| 2006 | Hime-sama Goyōjin                              | Shigehito Takayanagi            | Nomad                            | Animación clave (#6) | [ 17 ]               |
| 2006 | Ōran Kōkō Host Club                            | Takuya Igarashi                 | Bones                            | Animación clave (#21) | [ 18 ]               |
| 2007 | Hayate no Gotoku!                              | Keiichiro Kawaguchi             | SynergySP                        | Animación clave (#39) | [ 19 ]               |
| 2007 | Tengen Toppa Gurren Lagann                     | Hiroyuki Imaishi                | Gainax                           | Animación clave (#27) | [ 20 ]               |
| 2007 | Nagasarete Airantō                             | Hideki Okamoto                  | Feel                             | Director de animación (#21) Animación clave (#1-2, 8, 20) | [ 21 ]               |
| 2007 | Dragonaut: The Resonance                       | Manabu Ono                      | Gonzo                            | Animación clave (#26) | [ 22 ]               |
| 2007 | Skull Man                                      | Takeshi Mori                    | Bones                            | Animación clave (#3) | [ 23 ]               |
| 2007 | Rental Magica                                  | Itsurō Kawasaki                 | Zexcs                            | Animación clave (#10) | [ 24 ]               |
| 2008 | Soul Eater                                     | Takuya Igarashi                 | Bones                            | Animación clave (#49) | [ 25 ]               |
| 2008 | Tetsuwan Birdy Decode                          | Kazuki Akane                    | A-1 Pictures                     | Director de animación asistente (#1, 3) Colaboración de diseño (#6) Subdirector de animación clave (#5) Animación clave (#OP) | [ 26 ]               |
| 2008 | Toradora!                                      | Tatsuyuki Nagai                 | J.C.Staff                        | Director de animación (#19) Animación clave (#25) | [ 27 ]               |
| 2008 | Kannagi                                        | Yutaka Yamamoto                 | A-1 Pictures                     | Cooperación con el director de animación (#3) Director de animación (#10) Animación clave (#1-3, 6, 9, 13; OP) | [ 28 ]               |
| 2008 | Kanokon                                        | Atsushi Ōtsuki                  | Xebec                            | Animación clave (#12) | [ 29 ]               |
| 2008 | Strike Witches                                 | Kazuhiro Takamura               | Gonzo                            | Animación clave (#6) | [ 30 ]               |
| 2008 | To Love-Ru                                     | Takao Kato                      | Xebec                            | Animación clave (#26) | [ 31 ]               |
| 2009 | Tetsuwan Birdy Decode:02                       | Kazuki Akane                    | A-1 Pictures                     | Animación clave (#7; OP) | [ 32 ]               |
| 2009 | Fullmetal Alchemist: Brotherhood               | Yasuhiro Irie                   | Bones                            | Animación clave (#1) | [ 33 ]               |
| 2009 | Valkyria Chronicles                            | Yasutaka Yamamoto               | A-1 Pictures                     | Animación clave (#24) | [ 34 ]               |
| 2009 | Bakemonogatari                                 | Tatsuya Oishi Akiyuki Simbo     | Shaft                            | Director de animación asistente (#15) | [ 35 ]               |
| 2009 | Darker than Black: Ryūsei no Gemini            | Tensai Okamura                  | Bones                            | Animación clave (#1) | [ 36 ]               |
| 2010 | Sora no Woto                                   | Mamoru Kanbe                    | A-1 Pictures                     | Director de animación jefe Diseño de personajes Director de episodio (#ED) Guionista gráfico (#ED) Director de animación (#1, 12-13; ED) Segunda animación clave (#6-7) Animación clave (#1, 12; OP, ED) | [ 37 ] [ 38 ]        |
| 2010 | Seikimatsu Occult Gakuin                       | Tomohiko Itō                    | A-1 Pictures                     | Animación clave (#11) | [ 39 ]               |
| 2010 | Panty & Stocking with Garterbelt               | Hiroyuki Imaishi                | Gainax                           | Animación clave (#13, 22) | [ 40 ]               |
| 2010 | Soredemo Machi wa Mawatteiru                   | Akiyuki Simbo                   | Shaft                            | Animación clave (#OP) | [ 41 ]               |
| 2011 | Beelzebub                                      | Yoshihiro Takamoto              | Pierrot Plus                     | Animación clave (#ED 2) | [ 42 ]               |
| 2011 | Fractale                                       | Yutaka Yamamoto                 | A-1 Pictures                     | Director de animación (#9) Director de animación asistente (#1) Segunda animación clave (#10) Animación clave (#2, 4, 9) | [ 43 ]               |
| 2011 | Ao no Exorcist                                 | Tensai Okamura                  | A-1 Pictures                     | Animación clave (#15) | [ 44 ]               |
| 2011 | Mawaru Penguindrum                             | Shōko Nakamura Kunihiko Ikuhara | Brain's Base                     | Animación clave (#3) | [ 45 ]               |
| 2011 | THE IDOLM@STER                                 | Atsushi Nishigori               | A-1 Pictures                     | Director de animación asistente (#10) Director de animación (#6, 13, 24-25; ED ep. 20) Animación intermedia (#OP 1) Maquetación (#ED eps. 8, 14, 20-21) Animación clave (#1-2, 6, 13, 20, 22, 24-25; OP 1-2, ED eps. 6, 8, 14, 20-21)                                                                          | [ 46 ]               |
| 2012 | Ano Natsu de Matteru                           | Tatsuyuki Nagai                 | J.C.Staff                        | Animación clave (#9) | [ 47 ]               |
| 2012 | Kokoro Connect                                 | Shin Ōnuma Shin'ya Kawatsura    | Silver Link                      | Director de animación jefe Director de animación (#ED 1) | [ 48 ]               |
| 2012 | Sword Art Online                               | Tomohiko Itō                    | A-1 Pictures                     | Animación clave (#2) | [ 49 ]               |
| 2012 | Magi: The Labyrinth of Magic                   | Kōji Masunari                   | A-1 Pictures                     | Director de animación jefe Diseño de personajes Director de animación (#1, 25; ED) Animación clave (#9-10) | [ 50 ]               |
| 2013 | Uta no☆Prince-sama♪: Maji Love 2000%           | Yū Kō                           | A-1 Pictures                     | Animación clave (#12) | [ 51 ]               |
| 2013 | Magi: The Kingdom of Magic                     | Kōji Masunari                   | A-1 Pictures                     | Diseño de personajes Director de animación jefe (#5, 9, 12, 14, 19, 25) Asistente del director de animación (#17) Director de animación (#1, 25; OP 1-2, ED 1-2) | [ 52 ]               |
| 2014 | Yama no Susume: Second Season                  | Yūsuke Yamamoto                 | 8-Bit                            | Guionista gráfico (#ED 1) Director de unidad (#ED 1) Animación clave (#ED 1) | [ 53 ]               |
| 2015 | The iDOLM@STER Cinderella Girls                | Noriko Takao                    | A-1 Pictures                     | Diseño Director de episodios (#4, 11; OP, ED) Director de episodio asistente (#13) Guionista gráfico (#4; ED) Director de animación jefe (#11) Director de animación (#4, 13) Director de animación asistente (#3, 7) Animación intermedia (#11) Segunda animación clave (#3, 13) Animación clave (#1, 11; ED) | [ 3 ]                |
| 2015 | The iDOLM@STER Cinderella Girls 2nd Season     | Noriko Takao                    | A-1 Pictures                     | Director de episodios (#19; OP) Guionista gráfico (#19) | [ 54 ]               |
| 2015 | Rolling☆Girls                                  | Kotomi Deai                     | Wit Studio                       | Animación clave (#1) | [ 55 ]               |
| 2016 | Occultic;Nine                                  | Kyōhei Ishiguro                 | A-1 Pictures                     | Director de animación (#11) Segunda animación clave (#12) | [ 56 ]               |
| 2017 | Granblue Fantasy The Animation                 | Ayako Kurata Yūki Itō           | A-1 Pictures                     | Diseño de personajes | [ 57 ]               |
| 2018 | Darling in the FranXX                          | Atsushi Nishigori               | A-1 Pictures Trigger CloverWorks | Director asistente Director de episodios (#1, 3, 15, 23) Guionista gráfico (#3, 12, 23; ED 4) Director de unidad (#OP 1, ED 4) Entorno Kyoryu (#8) Segunda animación clave (#ED 1) Animación clave (#24; OP 1)                                                                                                 | [ 58 ]               |
| 2019 | Fate/Grand Order: Zettai Majū Sensen Babylonia | Toshifumi Akai                  | CloverWorks                      | Director Director de episodios (#1, 20) Guionista gráfico (#1, 8, 13, 20; OP 1-2) Director de unidad (#OP 1-2) Animación clave (#1, 20; OP 2) | [ 59 ]               |
| 2022 | Akebi-chan no Sailor-fuku                      | Miyuki Kuroki                   | CloverWorks                      | Director de animación asistente (#4, 12) Entorno de cooperación (#9) Animación clave (#12) | [ 60 ]               |
| 2022 | Spy × Family                                   | Kazuhiro Furuhashi              | Wit Studio CloverWorks           | Director de episodio (#11) Guionista gráfico (#11) Animación clave (#11) | [ 61 ]               |
| 2022 | Spy × Family Part 2                            | Kazuhiro Furuhashi              | Wit Studio CloverWorks           | Animación clave (#25) | [ 62 ]               |
| 2022 | Yama no Susume: Next Summit                    | Yūsuke Yamamoto                 | 8-Bit                            | Animación clave (#12) | [ 63 ]               |
| 2022 | Bocchi the Rock!                               | Keiichirō Saitō                 | CloverWorks                      | Animación clave (#5) | [ 64 ]               |
| 2022 | Do It Yourself!!                               | Kazuhiro Yoneda                 | Pine Jam                         | Animación clave (#12) | [ 65 ]               |
| 2024 | Wind Breaker                                   | Toshifumi Akai                  | CloverWorks                      | Director Director de episodio (#1) Guionista gráfico (#1-2, 13) | [ 66 ] [ 67 ] [ 68 ] |
| 2025 | Wind Breaker Season 2                          | Toshifumi Akai                  | CloverWorks                      | Director Director de episodios (#14, 25) Guionista gráfico (#14, 25) | [ 69 ] [ 70 ] [ 71 ] |

#### Películas
Destaca papeles con funciones de dirección de series.
| Año  | Título                                                             | Director(es)   | Estudio     | Funciones                                                     | Refs.  |
| ---- | ------------------------------------------------------------------ | -------------- | ----------- | ------------------------------------------------------------- | ------ |
| 2021 | Fate/Grand Order Final Singularity - Grand Temple of Time: Solomon | Toshifumi Akai | CloverWorks | Director Guionista gráfico Director de unidad Animación clave | [ 72 ] |

#### ONAs
| Año  | Título                                              | Director(es)   | Estudio      | Funciones                            | Refs.  |
| ---- | --------------------------------------------------- | -------------- | ------------ | ------------------------------------ | ------ |
| 2011 | Ore no Imōto ga Konnani Kawaii Wake ga Nai Specials | Hiroyuki Kanbe | AIC Build    | Animación clave (#1)                 | [ 73 ] |
| 2016 | Brotherhood: Final Fantasy XV                       | Sōichi Masui   | A-1 Pictures | Director de animación asistente (#5) | [ 74 ] |

#### OVAs
| Año  | Título                   | Director(es)       | Estudio       | Funciones             | Refs.  |
| ---- | ------------------------ | ------------------ | ------------- | --------------------- | ------ |
| 2008 | Kite Liberator           | Yasuomi Umetsu     | Arms          | Animación clave       | [ 75 ] |
| 2009 | Utawarerumono OVA        | Ken'ichirō Katsura | Chaos Project | Animación clave (#OP) | [ 76 ] |
| 2010 | Black★Rock Shooter (OVA) | Shinobu Yoshioka   | Ordet         | Animación clave       | [ 77 ] |
| 2011 | .hack//Quantum           | Masaki Tachibana   | Kinema Citrus | Animación clave (#1)  | [ 78 ] |

#### Especiales
| Año  | Título                                                              | Director(es)                 | Estudio      | Funciones                                                                   | Refs.  |
| ---- | ------------------------------------------------------------------- | ---------------------------- | ------------ | --------------------------------------------------------------------------- | ------ |
| 2010 | Sora no Woto Specials                                               | Mamoru Kanbe                 | A-1 Pictures | Director de animación jefe Diseño de personajes Director de animación (#13) | [ 79 ] |
| 2012 | Kokoro Connect: Michi Random                                        | Shin Ōnuma Shin'ya Kawatsura | Silver Link  | Diseño de personajes                                                        | [ 80 ] |
| 2016 | The iDOLM@STER Cinderella Girls: Anytime, Anywhere with Cinderella. | Noriko Takao                 | A-1 Pictures | Director de episodio Guionista gráfico Director de animación                | [ 81 ] |
| 2023 | Evangelion: 3.0 (-46h)                                              | Kazuya Tsurumaki Tōko Yatabe | Khara        | Animación clave                                                             | [ 82 ] |

### Videos musicales
Destaca papeles con funciones de dirección de series.
| Año  | Título  | Director(es)   | Estudio      | Funciones                                       | Refs. |
| ---- | ------- | -------------- | ------------ | ----------------------------------------------- | ----- |
| 2016 | Shelter | Toshifumi Akai | A-1 Pictures | Director Director de episodio Guionista gráfico | [ 4 ] |